# Phim noir
Phim noir (tiếng Pháp: film noir, n.đ. 'phim đen') là một thuật ngữ điện ảnh dùng chủ yếu để mô tả các phim tội phạm Hollywood, nhất là các phim nhấn mạnh thái độ hoài nghi và động lực liên quan đến tình dục.

## Lịch sử
Phim noir Hollywood kỷ nguyên vàng thường được coi là kéo dài từ đầu những năm 1940 đến cuối những năm 1950. Phim noir của thời kỳ này có liên hệ chặt chẽ với phong cách hình ảnh đen trắng, có nguồn gốc từ kỹ thuật điện ảnh expressionist của Đức. Nhiều câu chuyện nguyên mẫu và nhiều phong cách của Phim noir cổ điển xuất phát từ trường phái văn học giả tưởng về tội phạm đã xuất hiện ở Hoa Kỳ trong suốt giai đoạn Đại khủng hoảng.
Thuật ngữ này lần đầu được nhà phê bình Pháp Nino Frank nói đến khi đề cập tới các bộ phim của Hollywood vào năm 1946, đã không được hầu hết các chuyên gia ngành công nghiệp điện ảnh Mỹ trong thời đại đó công nhận. Các nhà sử học điện ảnh và các nhà phê bình đã nói đến loại phim này sau khi thuật ngữ này đã phổ biến. Trước khi khái niệm này được áp dụng rộng rãi vào những năm 1970, nhiều khái niệm film noir[a] cổ điển được gọi là "melodramas". Việc phim noir đủ điều kiện để tồn tại như một thể loại phim riêng là một vấn đề còn đang được tranh luận giữa các học giả.

### Tư liệu
- Phim noir tại Encyclopædia Britannica (tiếng Anh)
- Film Noir: A Bibliography of Materials and Film Videography holdings of the UC Berkeley Library
- Film Noir: An Introduction essay with links to discussions of ten important noirs; part of Images: A Journal of Film and Popular Culture
- Film Noir Studies writings by John Blaser, with film noir glossary, timeline, and noir-related media
- A Guide to Film Noir Genre Lưu trữ ngày 20 tháng 1 năm 2013 tại Wayback Machine ten deadeye bullet points from Roger Ebert
- An Introduction to Neo-Noir essay by Lee Horsley
- The Noir Thriller: Introduction excerpt from 2001 book by Lee Horsley
- What Is This Thing Called Noir?: Parts I, II Lưu trữ ngày 4 tháng 3 năm 2016 tại Wayback Machine and III Lưu trữ ngày 4 tháng 3 năm 2016 tại Wayback Machine essay by Alain Silver and Linda Brookover
- Arthur Lyons Film Noir Festival Lưu trữ ngày 26 tháng 9 năm 2012 tại Wayback Machine, co-sponsored by the Palm Springs Cultural Center